# 안도케어
안도케어(Andoque)는 콜롬비아의 원주민인 안도케족이 사용하는 언어이다.
안도케족의 인구는 수백 명이며 언어는 현재 쇠퇴하고 있다. 1908년에는 10,000명의 화자가 있었다고 하나 2007년에 와서는 370명으로 크게 줄었고, 그 중 단일언어화자(monolingual)는 많아야 50명 정도이다. 오늘날 남은 화자들은 자푸라강의 지류인 아두체(Aduche)강을 따라 있는 콜롬비아의 4개의 마을에 거주하고 있으며, 페루 영토에는 더 이상 화자가 없다. 대부분의 안도케족은 스페인어로 언어를 전환했다.
이름이 유사한 인근의 안다키어(Andaqui) (미분류), 안도케로어(Andoquero) (위토토어족)와는 다르다.

## 계통
사멸한 우레케나어(Urequena)와 연관되었을 가능성이 있는데, 우레케나어는 1831년경에 요한 나터러(Johann Natterer)가 기록한 단 하나의 단어목록을 통해서만 전해지고 있다. Kaufman(2007)은 보라위토토어족과의 연관성을 주장하나, Richard Aschmann 등 다른 학자들은 안도케어를 고립어로 간주한다.

## 어휘
당믕느 체스트미르 로우코트카(1968)에 의한 안도케어의 기초 어휘 목록이다.
| 영어   | 안도케어   |
| ------ | ---------- |
| one    | itsidixate |
| two    | ükhümá     |
| head   | ka-tái     |
| eye    | ka-haksü   |
| tooth  | ka-koːné   |
| man    | phohaː     |
| water  | dzühü      |
| fire   | nóhapa     |
| maize  | tsobohi    |
| jaguar | inóh       |
| house  | dzyaʔpüko  |

## 같이 보기
- 피아로아살리바어족
- 콜롬비아의 언어

## 참고 문헌
- Aschmann, Richard P. (1993). Proto Witotoan. Publications in linguistics (No. 114). Arlington, TX: SIL & the University of Texas at Arlington.
- Kaufman, Terrence. (1994). The native languages of South America. In C. Mosley & R. E. Asher (Eds.), Atlas of the world's languages (pp. 46–76). London: Routledge.